# 昆明钝头蛇
昆明钝头蛇（学名：Pareas niger），一种分布于中国云南省中部和贵州省普安县等地的爬行动物，隶属于钝头蛇科钝头蛇属。其种加词“niger”意为“黑色的”。本种曾被视为中国钝头蛇（Pareas chinensis）、阿里山钝头蛇（Pareas komaii）、云南钝头蛇（Pareas yunnanensis）的同物异名，2021年被学者恢复了有效性。
2020年在云南省蒙自市曾发现一新种－蒙自钝头蛇（Pareas mengziensis），现被认为是本种的次定同物异名。

## 形态特征
昆明钝头蛇吻肛长192～396毫米，尾长53～103毫米，尾长与全长之比为0.19～0.22；眶前鳞1枚，前颞鳞1-2枚，后颞鳞1-3枚，上唇鳞7-8枚，下唇鳞7-9枚；腹鳞154-172枚；尾下鳞55-56枚；背鳞15-15-15；体背中部有0-3行鳞片扩大，0-5行鳞片起棱；上颌牙6-8枚。

## 保护
本种于2023年被收录入《有重要生态、科学、社会价值的陆生野生动物名录》。